# Villa Le Maschere

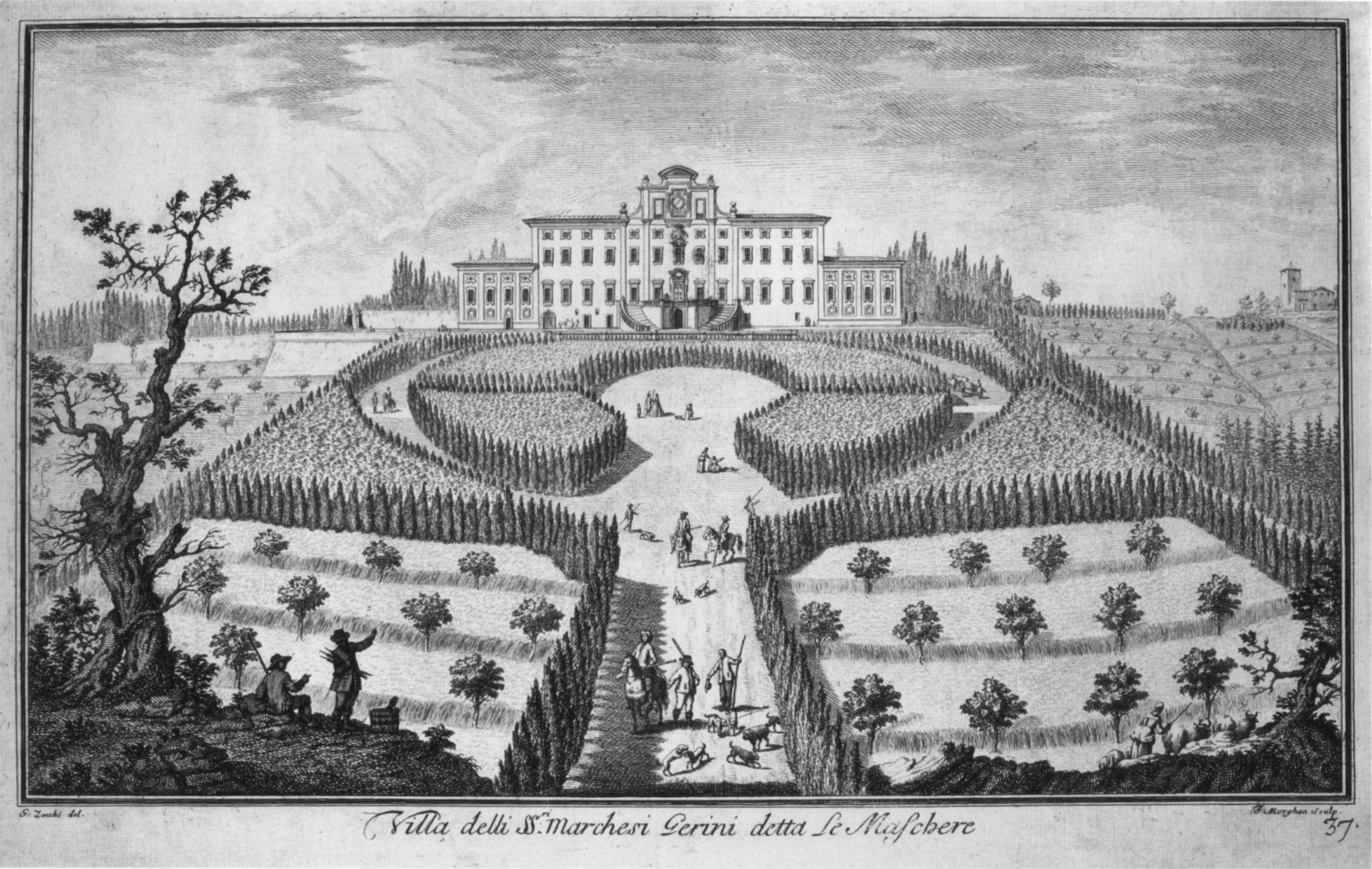
Giuseppe Zocchi, Villa delli SS. Marchesi Gerini detta Le Maschere, stampa del 1744

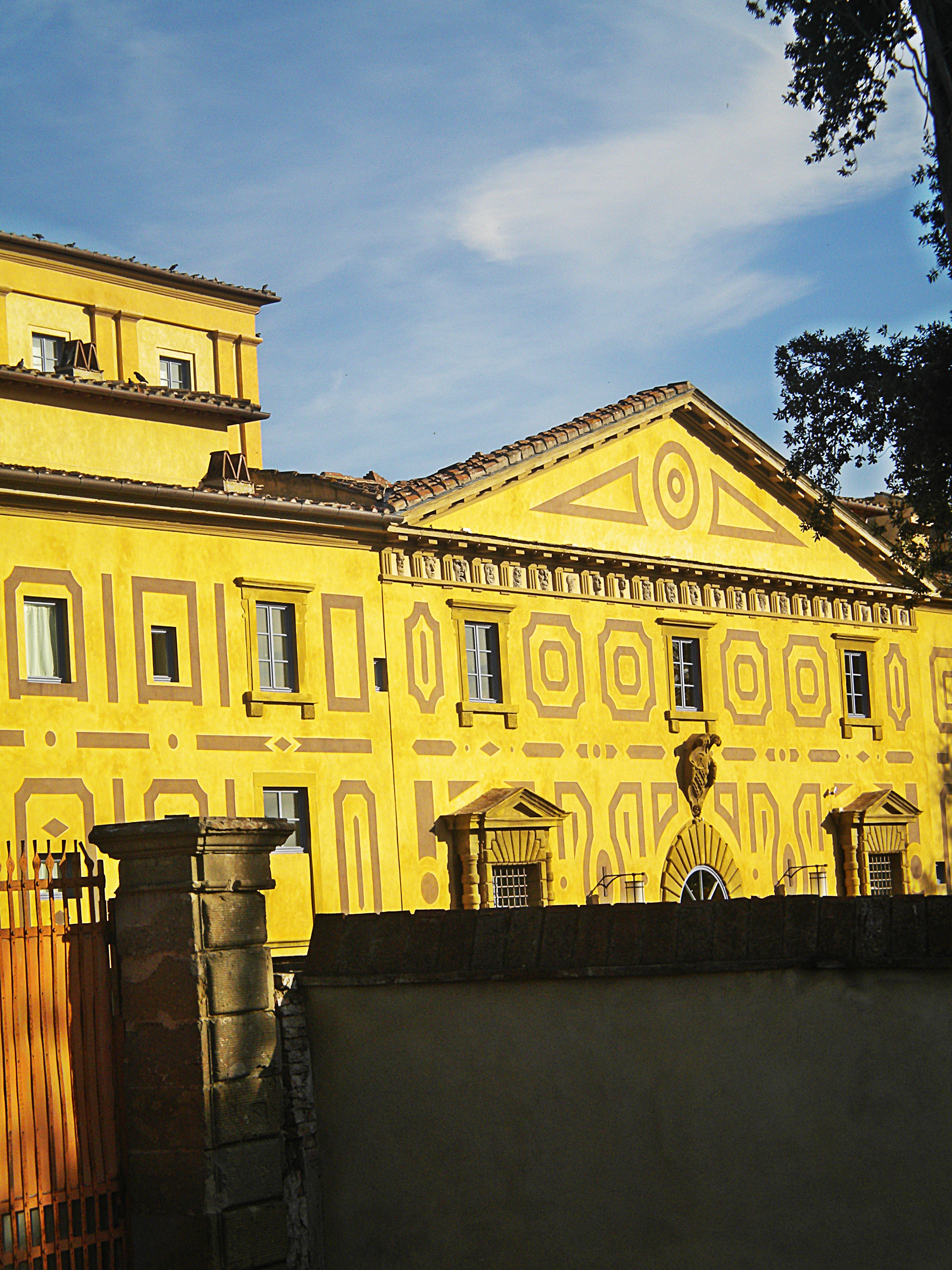
La villa oggi

Villa Le Maschere detta anche Villa Gerini si trova in località Le Maschere presso Barberino di Mugello (FI). Deve il nome alle 22 maschere scolpite nella facciata ovest, le quali sono tutte diverse l'una dall'altra, per fattura, caratteristiche ed espressioni (dall'ilare al mostruoso).

## Storia e descrizione
La villa si erge su una collina isolata che oggi guarda al Lago di Bilancino. Oltre alla villa principale il complesso comprende una casa del Giardiniere e un parco di circa 19 ettari. La villa è testimoniata iconograficamente sin dal 1585 e nei secoli attrasse numerosi viaggiatori e scrittori.
La villa vera e propria è composta da un edificio nel quale sono riconoscibili due strutture distinte: la prima della seconda metà del Cinquecento circa, la seconda, opera di Giovan Battista Foggini, risale invece alla fine del Seicento.
La villa le Maschere, sorta alla fine del Cinquecento per opera della famiglia Bettini, fu in seguito quindi acquistata dalla famiglia Gerini, che inizia importanti interventi di ampliamento, ristrutturazione, e organizzazione del parco con viali e giardino all'italiana. 
La villa già a partire dal Settecento, quando raggiunse il suo massimo splendore, in più occasioni ospitò pontefici e regnanti e fu teatro di feste memorabili.
Nella seconda metà del Settecento la villa Le Maschere viene arricchita con la costruzione, nel 1760, della galleria e, nel 1780, su commissione di Carlo Francesco Gerini (1739-1796), della cappella affrescata, che verrà messa in comunicazione diretta con il piano terreno in occasione della sosta di papa Pio IX nel 1857.
Considerata una tra le più belle ville del Mugello e della Toscana per la sua favorevole posizione in cima ad un colle sulla via che collega Bologna a Firenze, accolse nel 1801 Carlo Emanuele IV re di Sardegna e nel 1821 re Carlo Felice. 
In occasione delle nozze del marchese Carlo Gerini con Isabella Magnani, nel 1832, si fanno ulteriori lavori di abbellimento nel 1865 si raggiunge l'aspetto definitivo.
Nel 1930 viene ristrutturato l'appartamento al primo piano situato nell'ala sud della villa, per opera di Tito Chini e, nel 1940, la villa viene dotata di bagni ad ogni piano, alcuni decorati con bellissime maioliche della vicina manifattura Chini di Borgo S.Lorenzo.
Dal 1943 al 1945 avviene l'occupazione tedesca, seguita dal passaggio delle truppe americane e, nel 1963, ha inizio il degrado dovuto al definitivo abbandono dell'intero complesso, che ha portato al crollo del tetto e alla perdita dei saloni decorati.
Nel 2000 è stato avviato un progetto di restauro e ripristino prevedente la sistemazione ad uso alberghiero come residenza storica. L'opera di restauro è terminata a fine anno 2008, e da marzo 2009 la villa ed il suo parco, monumenti nazionali, sono stati riaperti al pubblico, come struttura ricettiva alberghiera.

## Altri edifici
- Esiste una Villa Gerini anche a Colonnata presso Sesto Fiorentino.